# Live at the El Mocambo
| Recensione       | Giudizio |
| ---------------- | -------- |
| AllMusic         | [ 1 ]    |
| Pitchfork        | 8.4/10   |
| Record Collector | [ 3 ]    |
| Uncut            | [ 4 ]    |

Live at the El Mocambo, pubblicato il 12 ottobre 1993, è un album live di Elvis Costello and the Attractions registrato il 6 marzo 1978 nel locale notturno El Mocambo di Toronto, Canada.
Il nastro dell'esibizione entrò in possesso della divisione canadese della CBS Records e fu pubblicato nel 1978 come album promozionale esclusivamente in Canada. Quando la fama dello show cominciò a crescere, esso divenne pesantemente contrabbandato mediante registrazioni bootleg fino a quando fu ufficialmente pubblicato nel 1993.

## Tracce
Tutti i brani sono opera di Elvis Costello. Less Than Zero (Dallas version) non fu registrata a Dallas, il titolo indica che questa versione della canzone ha il testo riscritto facendo riferimento a Lee Harvey Oswald e all'assassinio di John F. Kennedy avvenuto a Dallas, piuttosto che al politico britannico Oswald Mosley.
1. Mystery Dance – 2:19
2. Waiting for the End of the World – 3:52
3. Welcome to the Working Week – 1:19
4. Less Than Zero (Dallas version) – 4:08
5. The Beat – 3:33
6. Lip Service – 2:26
7. (I Don't Want to Go to) Chelsea – 3:56
8. Little Triggers – 2:47
9. Radio Radio – 2:33
10. Lipstick Vogue – 4:46
11. Watching the Detectives – 5:48
12. Miracle Man/Band Introduction – 4:07
13. You Belong to Me – 2:32
14. Pump It Up – 4:42

## Formazione
- Elvis Costello – chitarra, voce
- Steve Nieve – tastiere
- Bruce Thomas – basso
- Pete Thomas – batteria
- Martin Belmont – chitarra in Pump It Up